# Bloodletting
«Sangría» —título original en inglés: «Bloodletting»— es el segundo episodio de la segunda temporada de la serie de terror posapocalíptica The Walking Dead. Se estrenó en AMC en los Estados Unidos el 23 de octubre de 2011. El episodio fue escrito por Glen Mazzara y dirigido por Ernest Dickerson. En este episodio, Rick Grimes (Andrew Lincoln) y Shane Walsh (Jon Bernthal) se apresuran para salvar la vida del hijo de Rick, Carl (Chandler Riggs) y descubren un posible refugio seguro en el proceso.
La producción comenzó en Newman, Georgia, en Newnan High School a principios de julio de 2011, después de lograr la aprobación del consejo de la ciudad y del Sistema Escolar del Condado de Coweta. El episodio ofreció apariciones de Scott Wilson, Lauren Cohan, Emily Kinney y Pruitt Taylor Vince, entre otros actores recurrentes. "Bloodletting" fue bien recibido por los críticos, quienes elogiaron el desarrollo del personaje en el episodio. Tras salir al aire, ganó 6.70 millones de espectadores y obtuvo un ratin de 3.6 en el grupo demográfico de 18-49.

## Sinopsis
En un flashback, Lori Grimes (Sarah Wayne Callies) está hablando con otras madres sobre una pelea que tuvo con su esposo, Rick (Andrew Lincoln). El compañero de Rick, Shane Walsh (Jon Bernthal), se detiene en un coche de la policía y le dice a Lori que Rick ha sido gravemente herido en un tiroteo en la autopista. Lori luego le dice a ella y al hijo de Rick, Carl (Chandler Riggs) la noticia, causando que se rompa en lágrimas.
En el presente, Carl ha sido disparado accidentalmente por un hombre llamado Otis (Pruitt Taylor Vince), que estaba cazando ciervos. Otis lleva a Rick, Carl y Shane a un veterinario llamado Hershel Greene (Scott Wilson), para quienes Otis trabaja de la mano de un granjero. Hershel vive con sus hijas Maggie (Lauren Cohan) y Beth (Emily Kinney), el novio de Beth, Jimmy (James Allen McCune), y Otis con su esposa Patricia (Jane McNeill). Él trata a Carl, pero él revela que la bala se rompió en seis fragmentos. Rick debe donar sangre a Carl para mantenerlo con vida.
Lori, Glenn (Steven Yeun), Carol (Melissa McBride), Daryl) (Norman Reedus), y Andrea (Laurie Holden) todavía seguían buscando a la hija de Carol, Sophia (Madison Lintz), cuando Escucho un disparo. Mientras tanto, en la carretera, Dale (Jeffrey DeMunn) cree que T-Dog (IronE Singleton) ha adquirido una infección en la sangre de la herida que recibió en el episodio anterior, y ambos buscan antibióticos, pero no logran encontrar ninguno.
En la granja de Greene, Hershel revela que Carl necesita una cirugía mayor para vivir, y que necesitará un respirador. Otis sugiere que puedan encontrar suministros en una escuela secundaria cercana, donde la Agencia Federal para el Manejo de Emergencias ha instalado un remolque, aunque es probable que el lugar esté invadido por caminantes. Otis y Shane deciden obtener los suministros, mientras que Maggie recupera a Lori del grupo y la lleva a la casa de Greene. Rick y Hershel discuten la epidemia caminante; Rick cree que no hay cura, mientras que Hershel tiene fe en que podría haber una.
El grupo que busca a Sophia regresa a la carretera, donde Daryl revela que tiene una bolsa que contiene analgésicos y doxiciclina antibióticos que T-Dog puede tomar. Shane y Otis recuperan los suministros, pero los caminantes los divisan. Los dos no tienen más remedio que hacer barricadas en la escuela secundaria.

## Producción
"Bloodletting" fue escrito por Glen Mazzara y dirigido por Ernest Dickerson. En junio de 2011, se anunció que Scott Wilson, Lauren Cohan y Pruitt Taylor Vince aparecerían en la segunda temporada como personajes recurrentes. En una entrevista con TV Guide, Gale Anne Hurd explicó el personaje de Wilson, Hershel Greene, sirviendo como una figura patriarcal del grupo. "Es un veterinario con un gran sentido de humanidad y una forma única de aceptar a los [caminantes]." De acuerdo a Hurd, Scott Wilson fue elegido por su "enorme alcance y seriedad." Hurd también dijo que el personaje de Cohan, la hija de Greene, Maggie, era una mujer en sus veinte años quién se comienza a enamorar de Glenn (Steven Yeun). En relación con esto, Cohan agregó en una entrevista con Philadelphia Daily News que Maggie era una cristiana. En preparación para su papel, pasó unos meses en Los Ángeles, California, para trabajar con un entrenador de dialecto. Emily Kinney también hace su primera aparición en este episodio, interpretando a la hija menor de Hershel y la hermana de Maggie, Beth, un personaje exclusivo de la serie. 
El rodaje comenzó en Newman, Georgia en Newnan High School en julio de 2011, después de la aprobación del ayuntamiento de la ciudad y el Sistema Escolar del Condado de Coweta. La preparación del sitio se inició el 1 de julio y la filmación comenzó en el gimnasio de la escuela en un período de cuatro días desde el 7 hasta el 8 de julio, y de nuevo desde el 11 de julio hasta el 12. The location was temporarily renovated to mirror an abandoned FEMA camp. El lugar fue restaurado temporalmente. Michael Riley, el gerente de producción del episodio, contacto al Departamento de Policía de Newnan para colaborar con los productores. Debido al gran tamaño de ubicación, la compañía de producción de riley notificó barrios aledaños, para evitar inconvenientes.
"Bloodletting" comienza con un flashback de la relación de Rick Grimes y Lori, antes de que se relacionara románticamente con Shane. En una entrevista con Entertainment Weekly, Robert Kirkman afirmó que "habla de Shane y su relación con Lori y Rick en los primeros días." Continuó:
"Muchas personas piensan que Shane es un villano y que hizo algo malo. Pero antes que analices la situación, él es un buen hombre y ha hecho lo correcto en todo momento. Debido a que él ha hecho eso, y no está funcionando para él, lo está volviendo loco. Así que realmente queríamos mostrar que él es una figura trágica mucho más que una figura villana. Es sólo una serie de situaciones desafortunadas que lo han llevado a perderse a sí mismo en este mundo. Estallando y mostrando su preocupación por Rick y como cuida a Lori y Carl, pienso que sería una buena cosa que hacer."
Durante una escena en la carretera, Daryl revela una bolsa de plástico con las drogas que Merle guardaba escondida del grupo, sacando algunos para ayudar con la fiebre de T-Dog. En la bolsa hay, analgésicos, éxtasis y metanfetamina. La metanfetamina es azul, dando especulaciones de sí era una referencia a la metanfetamina famosa azul preparada por Walter White en la serie Breaking Bad. En su entrevista en Talking Dead, Kirkman dijo que la escena era "un pequeño huevo de Pascua que estábamos haciendo para los fans de AMC".

## Recepción

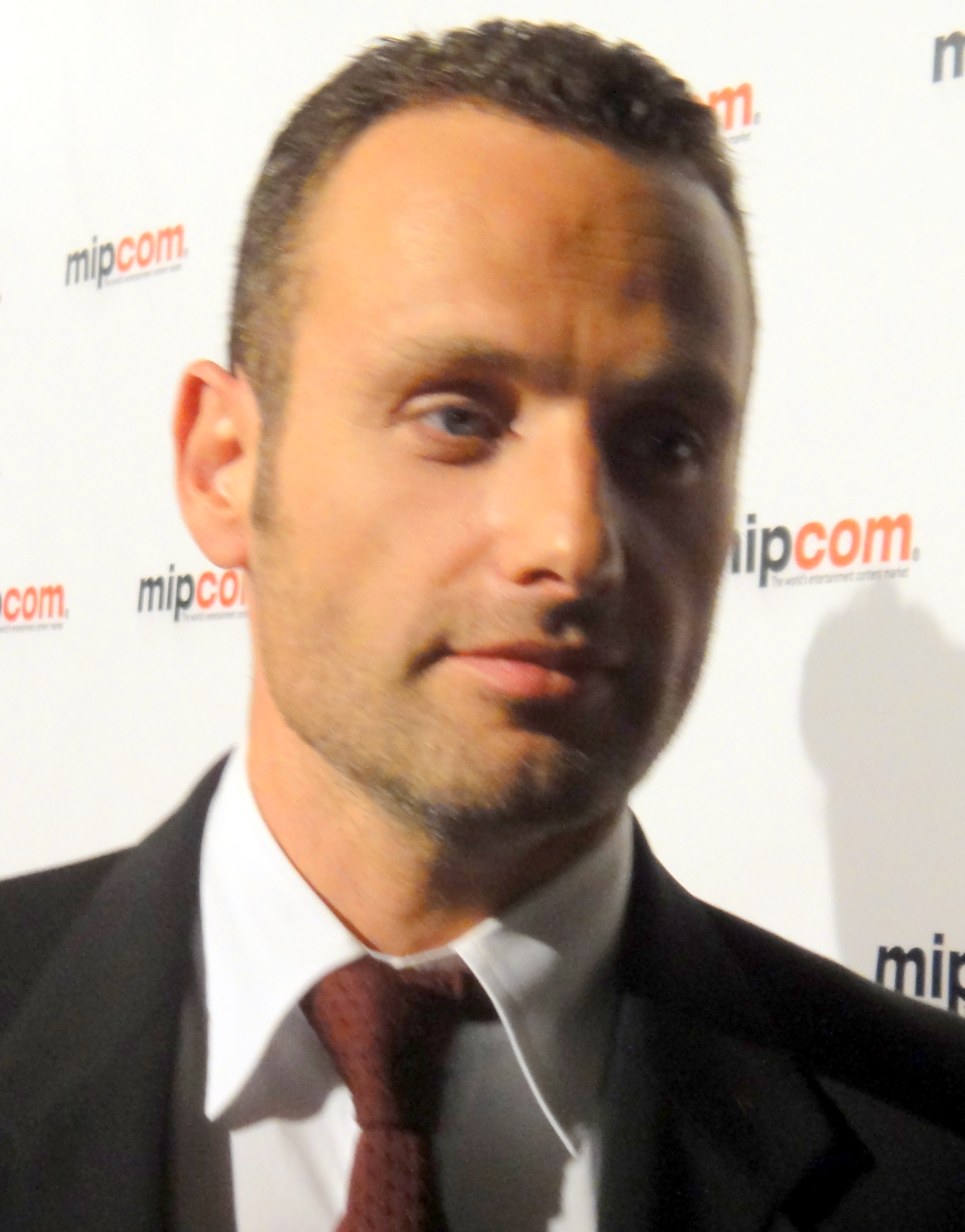
Los críticos respondieron positivamente a las interacciones entre Rick Grimes (Andrew Lincoln) y Shane Walsh (Jon Bernthal) (derecha)

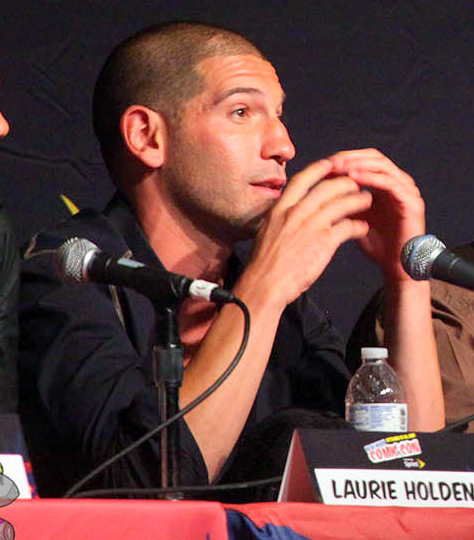
Jon Bernthal como Shane.

"Bloodletting" se emitió por primera vez el 23 de octubre de 2011, en los Estados Unidos en AMC. El episodio recibió 6.70 millones de espectadores y obtuvo un índice de audiencia de 3.6 en el grupo demográfico de 18-49. Una presentación obtuvo 2,077 millones de espectadores más y obtuvo un índice de audiencia de 1.0. El episodio se convirtió en el segundo programa más calificado de la semana en el cable básico, ganando más que el final de temporada de Jersey Shore, pero ganando menos que un juego entre los Miami Dolphins y New York Jets.
El episodio fue bien recibido por los críticos de televisión. Josh Harrison le dio al episodio nueve de diez, y opinó que el episodio fue un "episodio de jonrones" para la serie. Scott Meslow de The Atlantic le dio al episodio una crítica positiva. Sentimientos similares, como el de Catherine Gee de The Daily Telegraph le dio al episodio 3.5 de 5 estrellas. Joe Oesterle elogió las actuaciones de Lincoln y Bernthal. Dijo; "Andrew Lincoln y Jon Bernthal [...] le dieron mucha actuación, y me pareció interesante como el personaje de Rick comenzó a lucir y caminar un poco como un zombie tras dar sangre. Las escenas entre los dos hombres eran conmovedoras, y sí escuchas lo suficientemente descifrarás las diferencias principales entre estos dos policías cowboy. Rick está obligado y decidido a recuperar a su esposa y hacerle saber que su hijo está en peligro de muerte, sin dudar de su propia habilidad para completar con éxito la misión, mientras que Shane por el otro lado no es tan desinteresado y heroico." En conclusión, Oesterle le dio al episodio un grado 'B'. Eric Goldman de IGN le dio al episodio 8.5 de 10. Goldman dijo que hubo una mejora desde el último episodio. Con similitud, Josh Jackson le dio al episodio un 8.3 de 10. Steve West de Cinema Blend expresó que "Bloodletting" fue superior al episodio anterior.
Algunos críticos de la televisión se mostraron menos entusiastas sobre el episodio. Zack Handlen de The A.V. Club sintió que el episodio fue inferior al anterior, por considerarlo aburrido. Concluyendo su crítica, le dio un grado de 'B-'. Andrew Conrad de Chicago Tribune no estaba contento con el episodio, expresó decepción con la baja cantidad de secuencias con zombis.